# Lina Morgan
María de los Ángeles López Segovia, más conocida como Lina Morgan (Madrid, 20 de marzo de 1937-Madrid, 19 de agosto de 2015), fue una vedette y actriz española de cine, teatro, musical, radio y televisión.
Galardonada con el Premio Ondas, la Medalla de Oro al Mérito en las Bellas Artes y la Gran Cruz de la Orden Civil de Alfonso X el Sabio (2015), a título póstumo, entre otras distinciones.
Fue empresaria del Teatro La Latina desde 1978 a 2010, donde programó sus obras más importantes, producciones de otros artistas y de todos los géneros teatrales.
Destacó por interpretar en su mayoría papeles cómicos y relacionados con géneros populares como la revista musical española y la comedia musical. Entre sus mayores éxitos, las obras Vaya par de gemelas, Sí al amor, El último tranvía y Celeste... no es un color;  películas como Los subdesarrollados, Soltera y madre en la vida y La tonta del bote. y series de televisión como Compuesta y sin novio y Hostal Royal Manzanares.

## Carrera artística

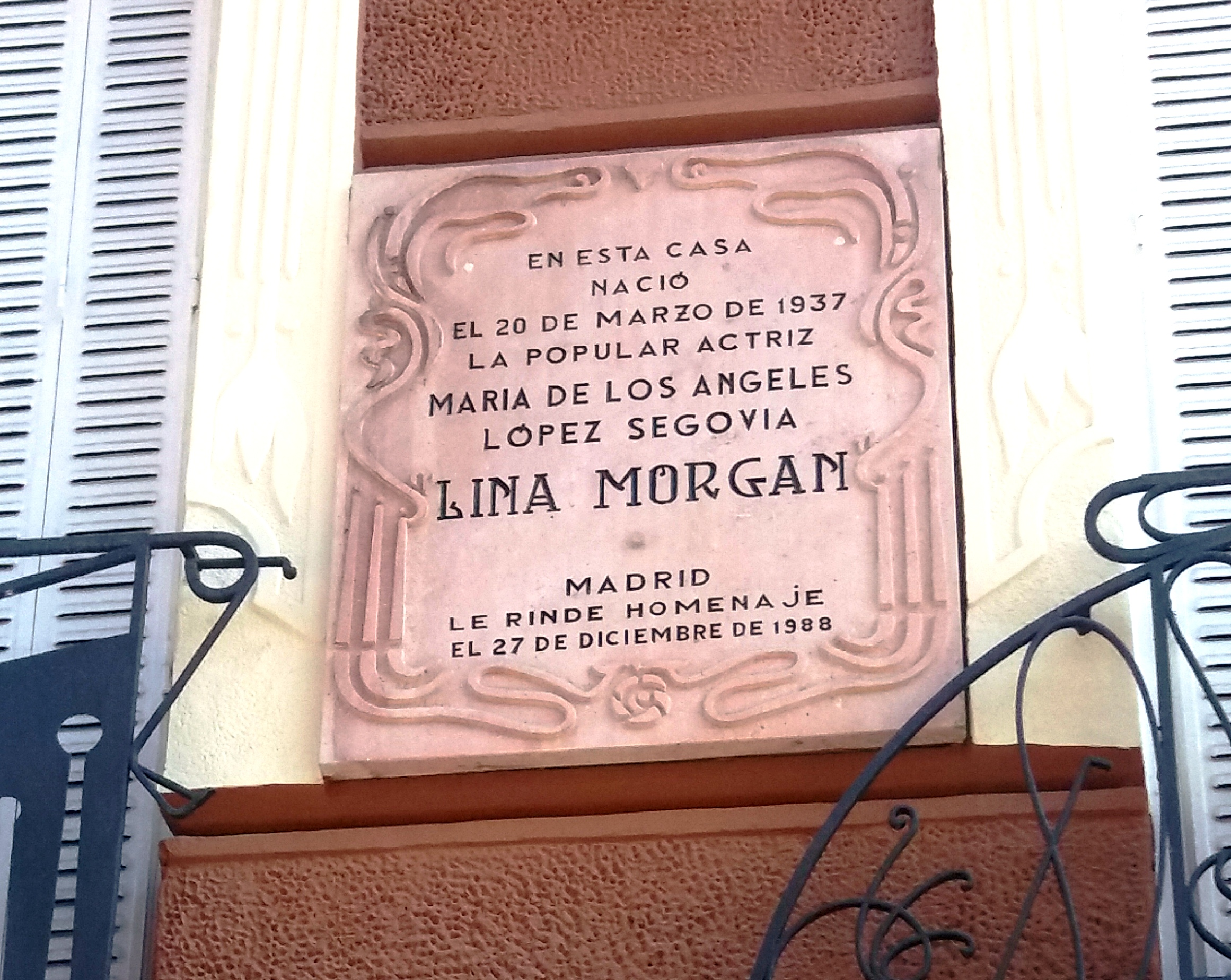
Casa natal de Lina Morgan en el Barrio de La Latina.

### Inicios
Con 11 años comenzó a estudiar danza española. En 1949, con 13 años, se incorporó a una compañía infantil creada por el Maestro José María Legaza, Los chavalillos de España.
En 1952 participó en el ballet de la sala de fiestas madrileña Parrilla del Rex, dirigida por el músico Kurt Dogan, en el que trabajaba su hermana Julia, teniendo que falsificar su edad para trabajar, ya que tenía 16 años. Pasó a la compañía de revista del empresario Matías Colsada, en el Teatro Victoria, en Barcelona, como bailarina de reparto en el espectáculo La copla Andaluza. También trabajó en el Teatro Ruzafa de Valencia en la compañía de Alfonso del Real con la vedette Maruja Tomás. 
Debutó como vedette el 23 de diciembre de 1952 en el reparto de la revista ¡Espabíleme usted al chico!, de los mismos autores de La blanca doble, con la vedette Beatriz de Lenclós. Alfonso del Real la animó a dedicarse al género cómico pese a que su apariencia física no era la que entonces se requería (bella y voluptuosa) en el género de la revista. En 1955 trabajó en el reparto de la revista La Tontita en el Teatro Fuencarral de Madrid, con la vedette Raquel Daina y dirigida por Luis Cuenca.

### Éxito
En 1956 adoptó el nombre artístico de Lina Morgan con su primer papel importante en Mujeres o diosas de Adrián Ortega, con gran aceptación por el público. Lina Morgan surge del diminutivo de Angelines (Lina) y el pirata Henry Morgan de las historietas de El cachorro. Entre 1957 y 1961 trabajó como segunda vedette de revista junto  Manolo Paso, Tony Leblanc, Miguel Gila, Ángel de Andrés, Antonio Amaya, Juanito Navarro, Antonio Garisa entre otros, hasta convertirse en una de las caras habituales del género. En 1959 hizo tres bises de El Pichi en el estreno de la antología Un Matraco en Nueva York de José Muñoz Román, lo que supondría su lanzamiento definitivo.
Debutó en el cine en Vampiresas 1930 de Jesús Franco y El pobre García (1961), de Tony Leblanc.Y en Televisión Española en 1962 actuando en un festival benéfico, y un año después participó en los programas Gran parada y Cita con el humor.
En la revista El conde de Manzanares de José Muñoz Román de 1962 fue presentada como primera figura del mundo del espectáculo, con gran éxito. Su primera incursión como actriz de comedia fue en el vodevil Boeing boeing dirigido por Juanjo Menéndez en el Teatro Eslava. Regresó a la revista como primera figura en Una chica que promete junto a Esperanza Roy y José Sazatornil. Volvió al cine en 1963 protagonizando Objetivo: Las Estrellas de Tito Fernández y trabajó en espectáculos cómicos y de revista en las compañías de Matías Colsada.
En 1965 alcanzó su primer gran éxito de público como actriz principal en la comedia teatral en Dos maridos para mí junto a Juanito Navarro, con seis meses en cartel consecutivos en el Teatro La Latina. La pareja cómica que formó con Navarro continuó con éxito  nueve años.
Volvió a televisión con Estudio 1, en las obras de teatro adaptadas a televisión,  La chica del gato (1966) y El landó de seis caballos (1968). 
En 1968 rodó la película Los Subdesarrollados y en 1969 protagonizó algunas de sus películas más populares, Soltera y madre en la vida, de Javier Aguirre y La tonta del bote, dirigida por Juan de Orduña, donde interpretó a una joven risueña y atolondrada. Su personaje se componía de candidez, ojos sorprendidos, estrábicos y movimiento del cuerpo extravagante, con una gran capacidad para generar la risa en el público.
En 1972 se asoció con los actores Tomás Zori y Fernando Santos para la realización de los espectáculos, con gran éxito. Rodó la película La descarriada (1973) y ocho películas de Mariano Ozores donde interpretaba a empleadas del hogar/personajes cómicos. Fuera de la comedia, protagonizó Una pareja... distinta, con José Luis López Vázquez (1974), como una mujer barbuda que no fue del gusto del público y  Señora Doctor (1974) en el que representó el rechazo del ámbito rural de la época a una mujer de profesión médico.

### Empresaria teatral

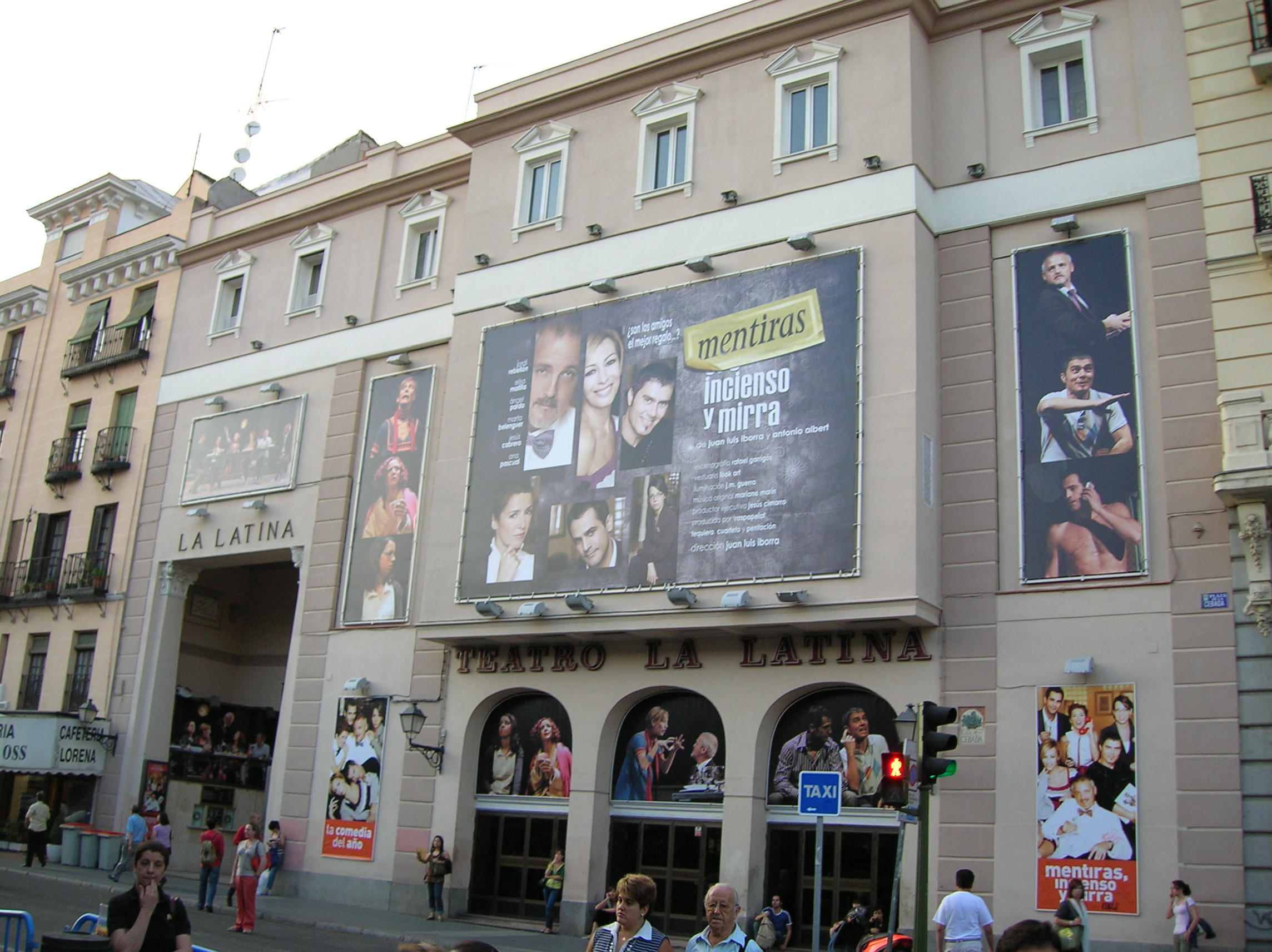
Teatro La Latina de Madrid del que Lina Morgan fue empresaria de 1978 a 2010.

En 1975, en plena transición española, invirtió en su propia compañía de revista en el Cine Barceló, con la que atravesó muchas dificultades por los cambios en los gustos de los espectadores a favor de otros géneros pujantes como el cine de destape frente al humor blanco que ella ofrecía. Contó en esta etapa con el músico Gregorio García Segura. La buena acogida de su espectáculo en el programa de televisión Directísimo de José María Íñigo le permitió poder estrenar obras nuevas como Casta ella, casto él con Florinda Chico y Antonio Ozores. De 1975 dató el tema musical Gracias por venir, inicialmente un número de la revista Pura, metalúrgica, que fue usado por Lina Morgan para cerrar desde entonces todos sus espectáculos. 
En 1978 se asoció con su hermano, el empresario José Luis López Segovia para arrendar Teatro La Latina de Madrid, que por aquel entonces era propiedad de Matías Colsada y atravesaba serios problemas económicos. Programó varias de sus propias obras de revista con libretos de Manolo Baz. En 1983 Lina Morgan compró el Teatro La Latina por 127 millones de pesetas. En estos años compaginaba su actividad como propietaria y empresaria teatral con la actuación en algunos espectáculos como Con casta (1983) de Lola Flores, varios de Sara Montiel, Olga Guillot y de Celia Gámez, quien se retiró de la profesión en el Teatro La Latina.
Lina fue la mayor exponente del género humorístico blanco apto para todos los públicos, disfrutando del éxito de masas y el reconocimiento de la profesión. De 1980 dataron sus más exitosas comedias teatrales como Vaya par de gemelas, que giró por Valencia, Barcelona y Madrid. Se representó desde noviembre de 1980 a 1983, fue grabada y emitida por Televisión Española y recaudó unos 2700 millones de pesetas. 
Lina Morgan recibió en 1982 el premio Miguel Mihura del teatro. De 1983 a 1987 estuvo representando la revista musical Sí al amor, a la que seguiría El último tranvía de 1987 a 1991. De 1991 a 1993 representó el espectáculo mezcla de revista y comedia musical Celeste... no es un color, con reparto de Marisol Ayuso y Luis Perezagua. Una función de esta obra fue grabada y emitida en TVE; alcanzó una audiencia de casi 9,5 millones de espectadores en diciembre de 1993.

### Actriz de series de televisión
Su primer trabajo como actriz de serie de fue en Antena 3 en 1994 en Compuesta y sin novio, dirigida y escrita por Pedro Masó. Gracias a este trabajo, la actriz obtuvo el TP de Oro 1994 a la mejor actriz. En 1996 se embarcó en el proyecto de la serie Hostal Royal Manzanares para Televisión Española, con producido por Valerio Lazarov. La serie obtuvo magníficas audiencias y fue líder del prime time, y convirtió a Lina Morgan en la actriz mejor pagada de la televisión con un caché de 32 millones de pesetas por episodio. Pero con Una de dos (1998), producida por José Frade, registró unos datos de audiencia muy bajos. En 1999 le concedieron la Medalla de Oro al Mérito en las Bellas Artes. Tras las series de TVE, Academia de baile Gloria (2001) y ¿Se puede?, (2004), sus últimos trabajos fueron apariciones en las series de José Luis Moreno, Aquí no hay quien viva, A tortas con la vida y Escenas de matrimonio.

### Últimos años y fallecimiento
En 2010, tras 32 años al frente del Teatro La Latina, Lina Morgan lo vendió a la empresa Focus-Penta.
Su última aparición en televisión fue en 2012 en la gala de Reyes Magos de RTVE junto a Ana Obregón.
Falleció de neumonía el 19 de agosto de 2015. La capilla ardiente se instaló en el Teatro La Latina de Madrid, y una multitud de personas, celebridades de la profesión y políticos acudieron a despedirse de ella. El féretro estaba cubierto por las banderas de España y de la Comunidad de Madrid y  por una gorra de chulapo madrileño con la que Lina había hecho algunas representaciones. Sus cenizas reposan en el Cementerio de la Almudena de Madrid junto a los restos de sus padres y hermanos. En 2015 fue condecorada con la Gran Cruz de la Orden Civil Alfonso X el Sabio, a título póstumo.

## Vida personal
Nació en el seno de una familia modesta que vivía en el madrileño Barrio de La Latina. Sus padres fueron Emilio López Salas (1899-1981), oficial de sastrería y Julia Segovia García (1902-1991), ama de casa. Tuvieron cinco hijos, siendo Lina la cuarta (Emilio, Julio, Julia, Lina y José Luis).
En 1995 falleció José Luis, su hermano menor y socio en el Teatro La Latina; esto afectó profundamente en lo personal y lo profesional a la actriz.
En 2014, se publicó su primer biografía, de Jesús García Orts, Lina Morgan, de Angelines a Excelentísima Señora (Editorial Club Universitario, ISBN 978-84-15941-65-1).  En noviembre de 2024, García Orts anunció que publicará una edición ampliada con nuevos datos en 2025, coincidiendo con el aniversario de su muerte. 
En 2024, se estrenó Lina, serie documental de tres capítulos en Movistar+Plus, que retrata a la artista en lo personal y lo profesional. Con guion y dirección de Israel del Santo, y producción de Mediapro Studio, y la intervención, entre otros, de Manolo Zarzo, José Sacristán, Bárbara Rey, Anabel Alonso, Silvia Abril, Pablo Chiapella, José Mota, Joaquín Reyes, y su biógrafo García Orts. En él se dice que Almodóvar quiso trabajar con ella. 

## Trayectoria

### Teatro
- Cascabeles de España (1949)
- Bulerías (1950)
- Claveles (1950)
- Fantasía canaria (1950)
- Cascabeles de España n.º2 (1950)
- Multicolor (1950)
- Claveles (1950)
- Tecnicolor (1950)
- Solera vieja (1950)
- Claveles 1951 (1951)
- Del can-can al mambo (1952)
- La copla andaluza (1952)
- ¡Espabíleme usted al chico! (1952-1953)
- ¡Cirilo, que estás en vilo! (1953)
- ¡Ki-Ki-ri-ki! (1953)
- La blanca doble (1952-1955)
- Ana María (1955)
- Todo para la mujer (1955)
- ¡Ay que trío! (1955)
- Mis dos maridos (1955)
- Secreto de estadio (1956)
- Tres en un jeep (1955)
- ¡Tontita! (1955)
- Mi padre... su padre... tu padre... (1955-1956)
- Mujeres o diosas (1956-1957)
- Beldades... y mentiras (1957-1958)
- Dos en una (1957)
- ¡Qué mujeres! (1957)
- Un matraco en Nueva York (1958 y 1960)
- Los diabólicos (1958)
- El tren de la felicidad (1958-1959)
- Madame Frivolidad (1959)
- Ayer y hoy (1959)
- El gato celoso (1960)
- Baraja de ritmos (1960)
- ¡Cásate con una ingenua! (1960)
- Éste y yo, sociedad limitada (1960-1961)
- ¡Timoteo! ¿Qué las das? (1961)
- Pobrecitas millonarias (1961)
- El hijo de Anastasia (1961-1962)
- El conde de Manzanares (1962)
- Boeing boeing (1962)
- Una chica que promete (1962-1963)
- El agujero (1963-1964)
- Soltero de nacimiento (1963-1964)
- Un aprendiz de marido (1964)
- ¡Ay que ladronas! (1964)
- A medianoche (1964)
- El barbero de Melilla (1964-1965)
- Las fascinadoras (1965)
- El Barbero de Melilla (1965)
- ¡Quiero un bebé! (1965)
- Dos maridos para mí (1965-1966)
- ¡Quiero ser mamá! (1966)
- ¡Y... parecía tonta! (1966-1967)
- La rompeplatos (1967-1968)
- La chica del barrio (1968-1969)
- Que vista tiene Calixta (1969-1970)
- La chica del surtidor (1970-1971)
- ¡Nena, no me des tormento! (1971-1972)
- ¡Un, dos, tres... cásate esta vez! (1972-1973)
- El cuento de la lechera (1973-1974)
- Pura metalúrgica (1975-1976)
- Casta ella, Casto él (1976-1977)
- La marina te llama (1977-1980)
- ¡Vaya par de gemelas! (1980-1983)
- Hay que decir que sí al amor (1983-1984)
- ¡Sí al amor! (1985-1987)
- El último tranvía (1987-1991)
- Celeste... no es un color (1991-1993)

Colaboración especial:
- Sí, pero...No de Jean Letraz. Versión: Pedro Corren. Dirección: Raúl Sénder. Producción: Producciones Suspiro, SL - Moncho Borrajo. Teatro La Latina (1999-2000 y 2001)
- Eloísa está debajo de un almendro Autor: Enrique Jardiel Poncela. Realización-Dirección: Gustavo Pérez Puig. (Función especial centenario de Enrique Jardiel Poncela) Teatro Español Madrid (2001)

### Filmografía
- El pobre García (1961)
- Vampiresas 1930 (1962)
- Objetivo las estrellas (1963)
- Una tal Dulcinea (1963)
- Julieta engaña a Romeo (1964)
- La cesta (1965)
- Algunas lecciones en amor (1966)
- ¿Qué hacemos con los hijos? (1967)
- Las que tienen que servir (1967)
- Los subdesarrollados (1968)
- Soltera y madre en la vida (1969)
- La tonta del bote (1970)
- La graduada (1971)
- Dos chicas de revista (1972)
- La descarriada (1972)
- Una monja y un don Juan (1972)
- La llamaban la madrina (1973)
- Señora doctor (1973)
- Ésta que lo es... (1973)
- Una pareja... distinta (1974)
- Dormir y ligar: todo es empezar (1974)
- Fin de semana al desnudo (1974)
- Los pecados de una chica casi decente (1975)
- Imposible para una solterona (1975)
- Un día con Sergio (1975)
- Hermana ¿pero qué has hecho? (1994)
- El secreto de la abuela (2007)

### Televisión
- El Tercer rombo (1966)
- Vaya par de gemelas (TV) (1983, TVE) Película para televisión.
- Compuesta y sin novio (1994, Antena 3) 13 episodios.
- Hostal Royal Manzanares (1996-1998, TVE) 62 episodios. [30]
- Una de dos (Serie de TV) (1998-1999, TVE) 19 episodios. [31]
- Academia de baile Gloria (2001, TVE). 17 episodios.
- ¿Se puede? (2004, TVE) 13 episodios.
- Aquí no hay quien viva (2005, Antena 3) 1 episodio.
- A tortas con la vida (2006, Antena 3) 7 episodios.
- Escenas de matrimonio (2008, Telecinco) 54 episodios.

Una de dos
Capítulo 1 Colaboradores: Luis Merlo, Sonia Jávaga, Daniel Matarranz, Daniel Manturrana, Federico Fontanals, Magüí Mira, Ramón Goyanes, Germán Cobos, Paco Merino, Juanma Cifuentes, Resu Morales, Manuel Arillo, José Albert, Itziar Álvarez y Mercedes Sanz. Invitados: Conrado San Martín y Amparo Rivelles.
Capítulo 2 Colaboradores: Luis Merlo, Daniel Matarranz, Daniel Manturrana, Federico Fontanals, Sonia Jávaga, Mario Martín, Rafael Rojas, José Luis Patiño, Juan Rueda, Jaime Ordóñez, Ángela Álvarez, Raquel García, Cristina Rivera, Carmen Godoy, Marta Navas, Carlos Romay, Ana Sáez, Ricardo Inglés, Matilde Fluixá y Mercedes Sanz. Invitados: Conrado San Martín, Magüí Mira y Amparo Rivelles.
Capítulo 3 Colaboradores: Luis Merlo, Sonia Jávaga, Daniel Matarranz, Daniel Manturrana, Federico Fontanals, Ramón Goyanes, Manolo Caro y Mercedes Sanz. Invitados: Conrado San Martín, Magüí Mira y Amparo Rivelles.
Capítulo 4 Colaboradores: Luis Merlo, Sonia Jávaga, Daniel Matarranz, Daniel Manturrana, Federico Fontanals, Ramón Goyanes, Federico Celada, Enrique Villén, Ángel Jodrá, Javier Tolosa y Mercedes Sanz. Invitados: Conrado San Martín, Magüí Mira y Amparo Rivelles.
Capítulo 5 Colaboradores: Luis Merlo, Sonia Jávaga, Daniel Matarranz, Federico Fontanals, Daniel Manturrana, Federico Celada, Ramón Goyanes, Patricia Pérez, Marta Gómez, Javier Viñas, Ángel Gonzalo, Fernando Moraleda y Mercedes Sanz. Invitados: Conrado San Martín, Magüí Mira y Amparo Rivelles
Capítulo 6 Colaboradores: Luis Merlo, Sonia Jávaga, Daniel Matarranz, Daniel Manturrana, Federico Fontanals, Federico Celada, David Pinilla y Tania Henche. Invitados: Conrado San Martín, Magüí Mira, Amparo Rivelles y Paco Valladares.
Capítulo 8 Colaboradores: Guillermo Montesinos, Sonia Jávaga, Daniel Matarranz, Daniel Manturrana, Federico Fontanals, Alejo Sauras, Nela Aragón y Federico Celada. Invitados: Conrado San Martín, Magüí Mira y Amparo Rivelles.
Capítulo 10 Colaboradores: Guillermo Montesinos, Daniel Manturrana, Federico Fontanals, Daniel Matarranz, Sonia Jávaga, Ramón Goyanes, César Sánchez, Verónica Luján, Maruja Recio, Mari Paz Pondal, Silvia Casanova, Ángel Calvo, Félix Granado, Vicente Amaya, María Santos, Joaquín Mazón, Daniel Román, Fernando Belenguer, Pascual Peris, Luis Escobar y Mar Lainz. Invitados: Conrado San Martín, Magüí Mira y Amparo Rivelles.
Capítulo 12 Colaboradores: Magüí Mira, Guillermo Montesinos, Resu Morales, Federico Fontanals, Daniel Manturrana, Daniel Matarranz, Mar Saura, Jesús Cabrero, Vanesa Romero, José Ramón Villar, José Albert, Federico Celada y Mar Lainz. Invitados: Conrado San Martín y Amparo Rivelles.
Capítulo 13 Colaboradores: Magüí Mira, Guillermo Montesinos, Resu Morales, Federico Fontanals, Daniel Manturrana, Daniel Matarranz, Mar Saura, Jesús Cabrero, Vanesa Romero, José Ramón Villar, Federico Celada y Mar Lainz. Invitados: Conrado San Martín y Amparo Rivelles.
Capítulo 14 Colaboradores: Magüí Mira, Guillermo Montesinos, Resu Morales, Federico Fontanals, Daniel Manturrana, Daniel Matarranz, Mar Saura, Jesús Cabrero, Vanesa Romero, José Ramón Villar, Mar Lainz y Concha del Val. Invitados: Conrado San Martín, Amparo Rivelles, Lolita y Jorge Juste.
Capítulo 15 Colaboradores: Magüí Mira, Guillermo Montesinos, Resu Morales, Federico Fontanals, Daniel Manturrana, Daniel Matarranz, Mar Saura, Jesús Cabrero, Vanesa Romero, José Ramón Villar, Mar Lainz, Federico Celada y Paco Racionero. Invitados: Conrado San Martín y Amparo Rivelles.
Capítulo 16 Colaboradores: Manuel Galiana, Magüí Mira, Guillermo Montesinos, Resu Morales, Federico Fontanals, Daniel Manturrana, Daniel Matarranz, Mar Saura, Jesús Cabrero, Vanesa Romero, José Ramón Villar, José Albert, Federico Celada y Mar Lainz. Invitados: Conrado San Martín y Amparo Rivelles.
Capítulo 17 Colaboradores: Manuel Galiana, Magüí Mira, Guillermo Montesinos, Resu Morales, Federico Fontanals, Daniel Manturrana, Daniel Matarranz, Mar Saura, Jesús Cabrero, Vanesa Romero, José Ramón Villar y Mar Lainz. Invitados: Conrado San Martín y Amparo Rivelles.
Capítulo 18 Colaboradores: Manuel Galiana, Magüí Mira, Guillermo Montesinos, Resu Morales, Federico Fontanals, Daniel Manturrana, Daniel Matarranz, Mar Saura, Jesús Cabrero, Vanesa Romero, José Ramón Villar, José Albert, Federico Celada y Mar Lainz. Invitados: Conrado San Martín y Amparo Rivelles.
Capítulo 19 Colaboradores: Manuel Galiana, Magüí Mira, Guillermo Montesinos, Resu Morales, Federico Fontanals, Daniel Manturrana, Daniel Matarranz, Mar Saura, Jesús Cabrero, Vanesa Romero, José Ramón Villar, José Albert, Federico Celada y Mar Lainz. Invitados: Conrado San Martín y Amparo Rivelles.
Capítulo 20 Colaboradores: Manuel Galiana, Magüí Mira, Guillermo Montesinos, Resu Morales, Federico Fontanals, Daniel Manturrana, Daniel Matarranz, Mar Saura, Jesús Cabrero, Vanesa Romero, José Ramón Villar, José Albert, Federico Celada y Mar Lainz. Invitados: Conrado San Martín y Amparo Rivelles.

## Premios y candidaturas
Círculo de Escritores Cinematográficos
| Año                                         | Categoría              | Serie                        | Resultado |
| ------------------------------------------- | ---------------------- | ---------------------------- | --------- |
| Círculo de Escritores Cinematográficos 1976 | Mejor actriz Principal | Imposible para una solterona | Nominada  |

Fotogramas de Plata
| Año  | Categoría                  | Montaje/Serie           | Resultado |
| ---- | -------------------------- | ----------------------- | --------- |
| 1987 | Mejor intérprete teatral   | El último tranvía       | Ganadora  |
| 1994 | Mejor actriz de televisión | Compuesta y sin novio   | Nominada  |
| 1996 | Mejor actriz de televisión | Hostal Royal Manzanares | Nominada  |
| 1997 | Mejor actriz de televisión | Hostal Royal Manzanares | Nominada  |

TP de Oro
| Año  | Categoría    | Serie                    | Resultado |
| ---- | ------------ | ------------------------ | --------- |
| 1994 | Mejor actriz | Compuesta y sin novio    | Ganadora  |
| 1996 | Mejor actriz | Hostal Royal Manzanares  | Ganadora  |
| 1997 | Mejor actriz | Hostal Royal Manzanares  | Ganadora  |
| 1998 | Mejor actriz | Una de dos               | Nominada  |
| 2001 | Mejor actriz | Academia de baile Gloria | Nominada  |

GECA (Gabinete de estudios de comunicación audiovisuales)
| Año  | Categoría                 | Resultado |
| ---- | ------------------------- | --------- |
| 1996 | Mejor actriz TV           | Ganadora  |
| 1997 | Mejor Actriz TV 1996/97   | Ganadora  |
| 1998 | Mejor Actriz TV 1997/98   | Ganadora  |
| 1999 | Mejor Actriz TV 1998/99   | Ganadora  |
| 2000 | Mejor Actriz TV 1999/2000 | Ganadora  |

GECA (Gabinete de estudios de comunicación audiovisuales)
| Año  | Categoría                                           | Resultado |
| ---- | --------------------------------------------------- | --------- |
| 1996 | Personaje con mejor imagen de TV y mejor valoración | Ganadora  |
| 1997 | Personaje con mejor imagen de TV y mejor valoración | Ganadora' |
| 1998 | Personaje con mejor imagen de TV y mejor valoración | Ganadora  |
| 1999 | Personaje con mejor imagen de TV y mejor valoración | Ganadora  |
| 2000 | Personaje con mejor imagen de TV y mejor valoración | Ganadora  |
| 2001 | Personaje con mejor imagen de TV y mejor valoración | Ganadora  |
| 2002 | Personaje con mejor imagen de TV y mejor valoración | Ganadora  |
| 2003 | Personaje con mejor imagen de TV y mejor valoración | Ganadora  |

Premio MIDIA (Mercado Iberoamericano de la industria audiovisual)
| Año  | Categoría            | Serie                   | Resultado |
| ---- | -------------------- | ----------------------- | --------- |
| 1995 | Mejor interpretación | Compuesta y sin novio   | Ganadora  |
| 1997 | Mejor interpretación | Hostal Royal Manzanares | Ganadora  |

Premios ATV
| Año  | Categoría            | Serie                   | Resultado |
| ---- | -------------------- | ----------------------- | --------- |
| 1998 | Mejor interpretación | Hostal Royal Manzanares | Nominada  |

Premios Ondas
| Año  | Categoría                  | Resultado |
| ---- | -------------------------- | --------- |
| 1998 | Premio especial del jurado | Ganadora  |

Premio Nacional de Teatro 'Pepe Isbert'
| Año  | Categoría | Resultado |
| ---- | --------- | --------- |
| 2002 | Teatro    | Ganadora  |

Antena de Oro
| Año  | Categoría | Resultado |
| ---- | --------- | --------- |
| 2003 | Teatro    | Ganadora  |
| 2009 | Teatro    | Ganadora  |

### Otros reconocimientos
El 11 de enero de 2025, el director teatral, Juan Carlos Pérez de la Fuente, realizó la lectura dramatizada Lina Morgan o No, texto del dramaturgo José Luis Miranda, en el Teatro Fernán Gómez, de Madrid, como homenaje a la artista. El monólogo, que hablaba de lo que le hubiera gustado hacer en su carrera  y que nunca llegó a realizar, clausuró la exposición La Zarzuela, patrimonio de la Hispanidad, Crónica cantada de nuestra vida. 
- Premio de la Popularidad (1969) [34]
- Premio Miguel Mihura a la mejor actriz (1982). [34]
- Medalla de Oro al Mérito en el Trabajo (1984). [35]
- Medalla al Mérito Artístico (1985)   [34]
- Gran Cruz de la Orden Civil de Alfonso X el Sabio (2015), concedida por el Gobierno de España. [36]